# Petrea bracteata
Petrea bracteata là một loài thực vật có hoa trong họ Cỏ roi ngựa. Loài này được Steud. miêu tả khoa học đầu tiên năm 1843.